# ایمیرلر (گوموش‌حاجی‌کوی)
ایمیرلر (به ترکی استانبولی: İmirler) یک منطقهٔ مسکونی در ترکیه است که در گوموش‌حاجی‌کوی واقع شده‌است.